# Jgheaburi (okręg Ardżesz)
Jgheaburi – wieś w Rumunii, w okręgu Ardżesz, w gminie Corbi. W 2011 roku liczyła 433 mieszkańców.